# AMEOS Klinikum Haldensleben
Das AMEOS Klinikum Haldensleben (vormals Ohrekreisklinikum Haldensleben) ist ein zentraler Basis- und Spezialversorger für den Landkreis Börde und den angrenzenden Regionen in der Kreisstadt Haldensleben. Die Klinik ist akademisches Lehrkrankenhaus der Otto-von-Guericke-Universität Magdeburg. Es therapiert im Jahr ca. 16.000 stationäre und 22.000 ambulante Patientinnen und Patienten.
Es ist neben dem AMEOS Klinikum Oschersleben, dem Helios Bördeklinik in Oschersleben und dem MEDIAN Klinik Flechtingen eine Klinik im Gebiet des Landkreises Börde.

## Geschichte

### Landesheilanstalt
Die Landesheilanstalt in Haldensleben wurde Anfang der 1930er-Jahre für knapp 2000 Personen ein Zuhause. Dabei war es das Ziel, aus dem Betrieb heraus ein sich möglichst selbst versorgendes Gemeinwesen für Ärzte, Pflegepersonal, Handwerker und Angehörige und Patienten zu schaffen. Ab 1950 hatte der Einrichtungsleiter  Heinrich Schumann das Ziel, die bis dahin geheimnisumwitterte Psychiatrie für die Bevölkerung zugänglicher zu gestalten und Transparenz zu schaffen. Die neu entstandene Abteilung für Neurologie und Psychiatrie im Bezirkskrankenhaus Haldensleben trug seinen Teil dazu bei, ebenso wie das damalige Prinzip der „Psychiatrie ohne Gitter“.
Sozial- und psychotherapeutische Maßnahmen der Zeit wurden im Zuge der medizinischen Weiterentwicklung positiv beeinflusst. Die humane Betreuung und die modernen Behandlungsmethoden standen von nun an bis zur Gegenwart im Fokus der Ärzte, Psychologen und Pflegekräfte.

### Waldkrankenhaus
Knapp ein Vierteljahrhundert nach der Landesheilanstalt wurde das „Waldkrankenhaus“ gebaut. Nur wenige hundert Meter vom Bezirkskrankenhaus entfernt, setzte man hier auf die Heilung von körperlichen Beschwerden und die Hilfe und Unterstützung bei Geburten.
Kurz vor der Jahrtausendwende kam es zur Fusion mit dem Kreiskrankenhaus Wolmirstedt zum „Ohrekreisklinikum“, 2006 wurden beide Klinika am Standort Haldensleben schrittweise zusammengeführt.
AMEOS
Im November 2013 erfolgte die Übernahme durch die AMEOS Gruppe. Wie schon lange von Bund und Land gefordert, war die psychiatrische und die somatische Versorgung nun unter einer Trägerschaft zusammengeführt. Die bereits bestehende enge Kooperation zwischen den psychiatrischen und somatischen Stationen konnte nun kontinuierlich ausgebaut werden.
Heute arbeiten rund 800 Mitarbeiter im AMEOS Klinikum am Standort Haldensleben.